# Kralji
Kralji so naselje v občini Kočevje.